# Sigges cirkus
Sigges cirkus var ett barnprogram som sändes i den svenska televisionens barndom 1956-1959 med Sigge Fürst – känd från biograffilmerna och från radioprogrammet Frukostklubben – som programledare. Skådespelaren och radiounderhållaren Sigge Fürst var redan en av Sveriges mest folkkära artister när Radiotjänst anlitade honom för att leda Sigges cirkus.  Detta skedde när reguljära TV-sändningar i en kanal över större delen av Sverige blivit möjliga genom att Nackasändaren tagits i bruk av Radiotjänst den 4 september 1956. För att övertyga svenska folket om att köpa de dyra TV-apparaterna hade Radiotjänst strategin att locka med de största namnen från scen, film och radio. Sigges cirkus var en säker succé. Med sin clownnäsa charmade han både barnen i studion och TV-tittarna.
Jämfört med bara tio år senare var TV-utbudet tämligen magert, och det gällde även sändningarna julen 1956. Kalle Anka och hans vänner önskar God Jul började sändas först 1960. Familjerna fick umgås med varandra i stället för att planera julfirandet efter TV-tablån. De få program som gick sågs dock av nästan alla som ägde eller hade tillgång till en av dåtidens svartvita TV-mottagare. Det de flesta minns från TV-julen 1956 var annandagens Sigges cirkus.